# 교장선생님의 외출
《교장선생님의 외출》은 1984년 5월 25일에 방영된 KBS 1TV 청소년문학관 시리즈 중 여섯 번째 작품이다.

## 줄거리
시골 국민학교(현재 초등학교) 교장인 장문형은 교육계에서 발간하는 잡지 《새교육》에 〈잊을 수 없는 여인〉의 제목으로 글을 싣는다. 어느날 장 교장은 이 글을 본 장학사로부터 만나자는 연락을 받고 기차역에서 1시간을 기다렸으나 오지 않는데, 우연히 고등학생 미숙을 만나게 된다. 다음 열차가 도착할 때까지는 시간이 많이 남았다는 교장의 말에, 미숙은 자기네 목장을 구경시켜 주겠다는 제안을 하고, 두 사람은 함께 목장으로 간다. 장 교장은 미숙이 차를 준비하려 간 사이에 우연히 거실 벽에 걸린 그림을 보고 과거의 어느 한 시절이 떠오른다. 장 교장은 그림에서 그 시절 사랑했던 여인 민설영의 화풍을 떠올린다.

## 등장 인물

### 주요 인물
- 주현 : 장문형 역 (젊은 시절 김영기)
- 조용원 : 김미숙 역

### 그 외 인물
- 권미혜 : 교장의 아내 역
- 연운경 : 민설영 역 - 미숙의 이모
- 김봉근
- 하대경 : 교장의 아버지 역
- 오중훈
- 박용식 : 박 장학사 역
- 박승규
- 임영식
- 김동우 : 재식 역 - 교장 선생님 아들
- 강영자
- 이제신

## 참고 사항
- 텔레비전 프로그램 편성표에는 제목이 〈아빠의 외출〉로 되어있다.[3]